# Pro D2 2004-05

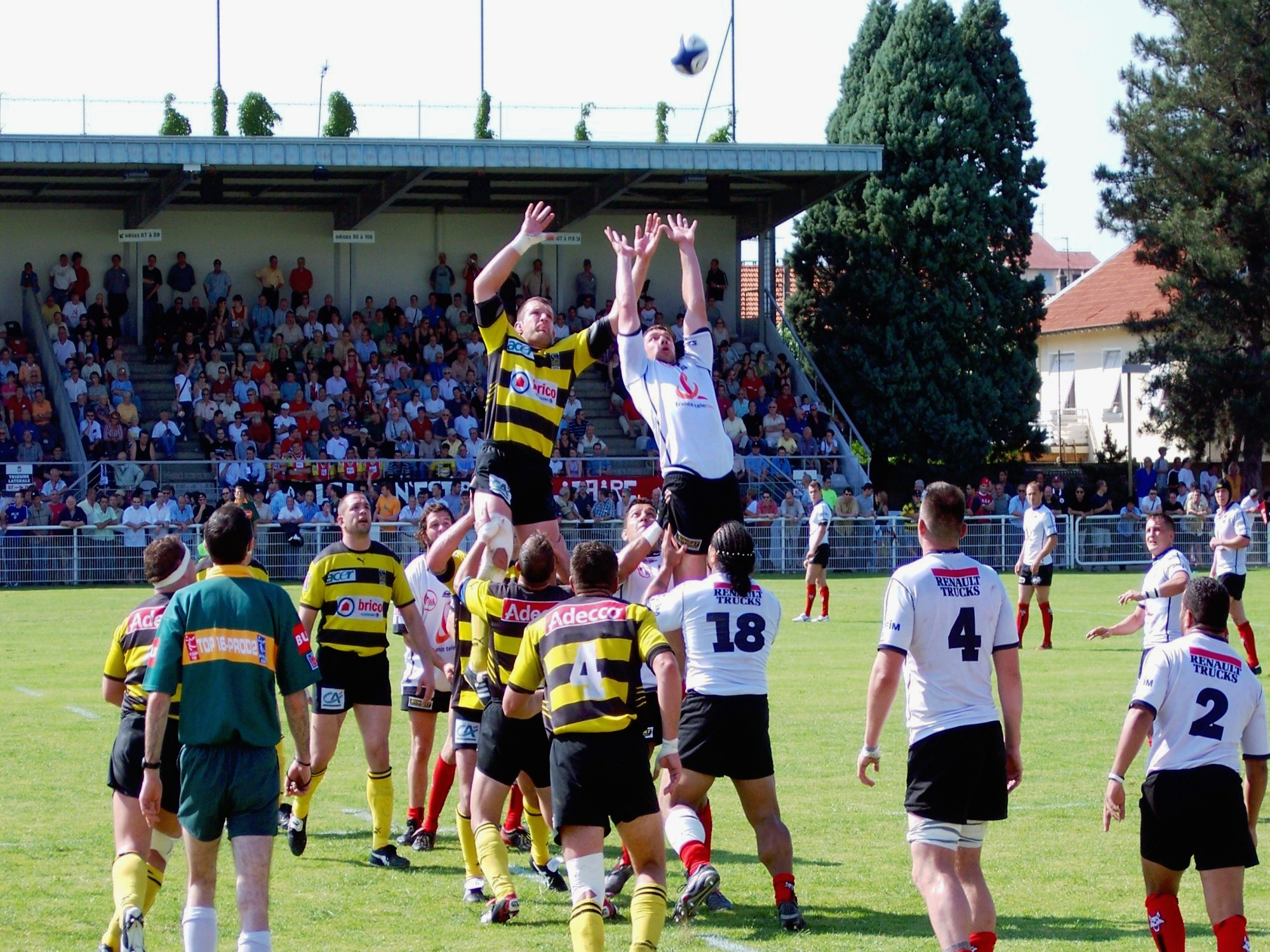
El LOU Rugby contra el Stade Montois en el Estadio Vuillermet de Lyon, temporada Pro D2 2004-2005

El Pro D2 2004-05 fue la quinta edición de la segunda categoría profesional del rugby francés.

## Modo de disputa
El torneo se disputó en formato de todos contra todos en condición de local y de visitante en su fase regular, el equipo que se ubicó en la primera posición al finalizar el torneo se coronó campeón, del 2° al 5° puesto disputaron un play-off para decidir el segundo ascenso.
Los últimos tres equipos al finalizar el torneo descendieron directamente a la tercera división.

## Clasificación
| Pos. | Equipo             | Encuentros | Encuentros | Encuentros | Encuentros | Tantos | Tantos | Tantos | Puntos Bonus | Puntos |
| Pos. | Equipo             | PJ         | PG         | PE         | PP         | F      | C      | Dif    | Puntos Bonus | Puntos |
| ---- | ------------------ | ---------- | ---------- | ---------- | ---------- | ------ | ------ | ------ | ------------ | ------ |
| 1.º  | Toulon             | 30         | 23         | 1          | 6          | 840    | 460    | 180    | 13           | 107    |
| 2.º  | Montauban          | 30         | 22         | 0          | 8          | 822    | 469    | 353    | 15           | 103    |
| 3.º  | Lyon OU            | 30         | 20         | 0          | 10         | 693    | 537    | 156    | 11           | 91     |
| 4.º  | Mont-de-Marsan     | 30         | 17         | 1          | 12         | 801    | 599    | 202    | 16           | 86     |
| 5.º  | Aurillac           | 30         | 18         | 0          | 12         | 743    | 565    | 178    | 12           | 84     |
| 6.º  | Stade Bordelais    | 30         | 18         | 0          | 12         | 614    | 587    | 27     | 10           | 82     |
| 7.º  | Tarbes             | 30         | 17         | 1          | 12         | 609    | 552    | 57     | 9            | 79     |
| 8.º  | Sporting Club Albi | 30         | 14         | 0          | 16         | 708    | 525    | 183    | 19           | 75     |
| 9.º  | US Dax             | 30         | 15         | 1          | 14         | 672    | 698    | -26    | 7            | 69     |
| 10.º | Tyrosse            | 30         | 15         | 1          | 14         | 543    | 659    | -116   | 4            | 66     |
| 11.º | Oyonnax            | 30         | 14         | 0          | 16         | 553    | 618    | -65    | 9            | 65     |
| 12.º | Racing Paris       | 30         | 13         | 1          | 16         | 571    | 786    | -215   | 9            | 63     |
| 13.º | Stade Rochelais    | 30         | 10         | 3          | 17         | 600    | 743    | -143   | 9            | 55     |
| 14.º | Pays d'Aix         | 30         | 10         | 0          | 20         | 523    | 702    | -179   | 8            | 48     |
| 15.º | Limoges            | 30         | 6          | 1          | 23         | 522    | 752    | -230   | 12           | 38     |
| 16.º | Périgueux          | 30         | 3          | 0          | 27         | 464    | 1026   | -562   | 3            | 15     |

| Bandera de Francia |
| Campeón Toulon     |
| Primer título      |

## Segundo ascenso

### Semifinal
| 2005 | Montauban | 20 - 21 | Aurillac |  |  |

| 2005 | Lyon | 25 - 3 | Mont de Marsan |  |  |

### Final
| 2005 | Aurillac | 21 - 19 | Lyon OU |  |  |